# Княжино (Новодугинский район)
 Княжино — деревня в Смоленской области России, в Новодугинском районе. Население — 130 жителей (2007 год). Расположена в северо-восточной части области в 3 км к юго-западу от Новодугина, в 1 км к востоку от автодороги Р134 «Старая Смоленская дорога» Смоленск — Дорогобуж — Вязьма — Зубцов. Входит в состав Новодугинского сельского поселения.

## История
В середине XVIII века селом владел известный русский военный деятель граф Панин П. И. На его средства в 1758 году была построена каменная церковь Покрова. Перестроена в каменную в 1887 году. Действует поныне.

## Достопримечательности
- Памятник архитектуры: Покровская церковь 1887 года.